# Five Nations 1914
Die Ausgabe 1914 des jährlich ausgetragenen Rugby-Union-Turniers Five Nations (seit 2000 Six Nations) fand vom 1. Januar bis zum 13. April statt. Turniersieger wurde England, das mit Siegen gegen alle anderen Teilnehmer zum zweiten Mal den Grand Slam schaffte, mit Siegen gegen alle britischen Mannschaften auch die Triple Crown. Das Spiel zwischen Schottland und Frankreich wurde nicht ausgetragen.
Die Partie zwischen Frankreich und Schottland wurde nicht ausgetragen, weil sich Schottland nach dem Zwischenfall von 1913 weigerte, gegen Frankreich zu spielen: Der englische Schiedsrichter James Baxter musste damals das Spielfeld unter dem Schutz der Spieler verlassen, um nicht von aufgebrachten Zuschauern belästigt zu werden.

## Teilnehmer
| Land       | Stadion                           | Stadt             | Kapitän                             |
| ---------- | --------------------------------- | ----------------- | ----------------------------------- |
| England    | Twickenham Stadium                | London            | Ronald Poulton                      |
| Frankreich | Parc des Princes / Stade du Matin | Paris / Colombes  | Fernand Forgues / Maurice Leuvielle |
| Irland     | Lansdowne Road                    | Dublin            | Dickie Lloyd / Alexander Foster     |
| Schottland | Inverleith                        | Edinburgh         | David Bain / Eric Milroy            |
| Wales      | Cardiff Arms Park / St Helen’s    | Cardiff / Swansea | Alban Davies                        |

## Tabelle
|    | Land       | Spiele | Siege | Unent. | Ndlg. | Spiel- punkte | Diff. | Tabellen- punkte |
| -- | ---------- | ------ | ----- | ------ | ----- | ------------- | ----- | ---------------- |
| 1. | England    | 4      | 4     | 0      | 0     | 82:49         | + 33  | 8                |
| 2. | Wales      | 4      | 3     | 0      | 1     | 75:18         | + 57  | 6                |
| 3. | Irland     | 4      | 2     | 0      | 2     | 29:34         | − 5   | 4                |
| 4. | Schottland | 3      | 0     | 0      | 3     | 20:46         | − 26  | 0                |
| 4. | Frankreich | 3      | 0     | 0      | 3     | 19:78         | − 59  | 0                |

## Ergebnisse
| 1. Januar 1914 | Frankreich              | 6 : 8         | Irland                                    | Parc des Princes, Paris Zuschauer: 25.000 Schiedsrichter: E. W. Calver (England) |
| 1. Januar 1914 | Versuche: André Lacoste | (3:0) Bericht | Versuche: Quinn Tyrrell Erhöhungen: Lloyd | Parc des Princes, Paris Zuschauer: 25.000 Schiedsrichter: E. W. Calver (England) |

| 17. Januar 1914 | England                                         | 10 : 9        | Wales                                                 | Twickenham Stadium, London Zuschauer: 30.000 Schiedsrichter: James Greenlees (Schottland) |
| 17. Januar 1914 | Versuche: Brown Pillman Erhöhungen: Chapman (2) | (5:4) Bericht | Versuche: Watts Erhöhungen: Bancroft Dropgoals: Hirst | Twickenham Stadium, London Zuschauer: 30.000 Schiedsrichter: James Greenlees (Schottland) |

| 7. Februar 1914 | Wales                                                                                                  | 24 : 5        | Schottland                          | Cardiff Arms Park, Cardiff Zuschauer: 35.000 Schiedsrichter: V. Drennan (Irland) |
| 7. Februar 1914 | Versuche: I. Davies Hirst Wetter Erhöhungen: Bancroft (2) Straftritte: Bancroft Dropgoals: Hirst Lewis | (7:5) Bericht | Versuche: Stewart Erhöhungen: Laing | Cardiff Arms Park, Cardiff Zuschauer: 35.000 Schiedsrichter: V. Drennan (Irland) |

| 14. Februar 1914 | England                                                          | 17 : 12       | Irland                                                     | Twickenham Stadium, London Zuschauer: 40.000 Schiedsrichter: T. D. Schofield (Wales) |
| 14. Februar 1914 | Versuche: D. Davies Lowe (2) Pillman Roberts Erhöhungen: Chapman | (6:7) Bericht | Versuche: Jackson Quinn Erhöhungen: Lloyd Dropgoals: Lloyd | Twickenham Stadium, London Zuschauer: 40.000 Schiedsrichter: T. D. Schofield (Wales) |

| 28. Februar 1914 | Irland                   | 6 : 0   | Schottland | Lansdowne Road, Dublin Schiedsrichter: James Baxter (England) |
| 28. Februar 1914 | Versuche: McNamara Quinn | Bericht |            | Lansdowne Road, Dublin Schiedsrichter: James Baxter (England) |

| 2. März 1914 | Wales                                                                          | 31 : 0         | Frankreich | St Helen’s, Swansea Zuschauer: 20.000 Schiedsrichter: Jack Miles (England) |
| 2. März 1914 | Versuche: A. Davies Evans Hirst Uzzell (2) Wetter (2) Erhöhungen: Bancroft (5) | (13:0) Bericht |            | St Helen’s, Swansea Zuschauer: 20.000 Schiedsrichter: Jack Miles (England) |

| 14. März 1914 | Irland           | 3 : 11        | Wales                                              | Ravenhill Stadium, Belfast Schiedsrichter: J. T. Tulloch (Schottland) |
| 14. März 1914 | Versuche: Foster | (3:3) Bericht | Versuche: I. Davies Jones Wetter Erhöhungen: Lewis | Ravenhill Stadium, Belfast Schiedsrichter: J. T. Tulloch (Schottland) |

| 21. März 1914 | Schottland                                                    | 15 : 16       | England                                                | Inverleith, Edinburgh Schiedsrichter: T. D. Schofield (Wales) |
| 21. März 1914 | Versuche: Huggan Will (2) Erhöhungen: Turner Dropgoals: Bowie | (3:3) Bericht | Versuche: Lowe (3) Ronald Poulton Erhöhungen: Harrison | Inverleith, Edinburgh Schiedsrichter: T. D. Schofield (Wales) |

| 13. April 1914 | Frankreich                                                  | 13 : 39        | England                                                                   | Stade du Matin, Colombes Zuschauer: 20.000 Schiedsrichter: J. Games (Wales) |
| 13. April 1914 | Versuche: André Capmau Lubin-Lebrere Erhöhungen: Besset (2) | (8:13) Bericht | Versuche: D. Davies Lowe (3) Poulton (4) Watson Erhöhungen: Greenwood (4) | Stade du Matin, Colombes Zuschauer: 20.000 Schiedsrichter: J. Games (Wales) |